# 9017 Babadzhanyan
9017 Babadzhanyan (1986 TW9) là một tiểu hành tinh vành đai chính được phát hiện ngày 2 tháng 10 năm 1986 bởi L. V. Zhuravleva ở Đài vật lý thiên văn Crimean.